# Foresthill (Californie)
Foresthill est un census-designated place (CDP) du comté de Placer, en Californie, aux États-Unis.
Foresthill fait partie de la région métropolitaine de statistique Sacramento-Arden-Arcade-Roseville. La population était de 1 483 habitants au recensement de 2010, en diminution par rapport à celui de 2000 où le nombre était de 1 791 personnes.